# Maersk Oil
Maersk Oil (en danés: Mærsk Olie og Gas A/S) es una empresa petrolera danesa propiedad del Grupo A.P. Moller-Maersk. La compañía fue fundada en 1963 cuando al Grupo Maersk le fue otorgada una concesión para la exploración y producción de petróleo y gas natural en el sector danés del mar del Norte. En 1986 Maersk Oil tomó el control de la empresa operadora Dansk Undergrunds Consortiun, propietaria de campos petrolíferos en el sector danés del mar del Norte.
Maersk Oil se dedica a la exploración y producción de petróleo y gas natural en los sectores danés, británico, y noruego del mar del Norte, en Catar, Argelia, Kazajistán, Angola, Golfo de México (sector estadounidense), Brasil, y Groenlandia. La mayoría de estas actividades no son en propiedad al 100%, pero participa vía consorcios.
La producción total de petróleo es superior a los 600.000 barriles diarios (95.000 m³ diarios) y la producción de gas natural alcanzó los 28 millones de m³ diarios. La producción incluye las plataformas del mar del Norte, tanto de los sectores danés como británico, así como las plataformas en Catar, Argelia, Kazakhastán y Brasil.
Maersk Oil ha sido preliminarmente adjudicataria de dos nuevas licencias de exploración, PL472 y PL474, en la última ronda noruega de adjudicaciones en febrero de 2008.
Las actividades de petróleo y gas proporcionaron a A.P. Moller - Maersk el 22% de sus ingresos y el 68% de sus beneficios en 2008.